# 阪急5200系電車
阪急5200系電車（はんきゅう5200けいでんしゃ）は、阪急電鉄（阪急）が1970年に導入した電車（通勤形電車）である。阪急初の新製冷房車であり、5000系をベースに製造された。

## 通勤冷房車時代の到来
1968年に京王5000系電車で冷房装置が搭載されたのを機に、通勤列車の冷房化が各社で開始された。1969年12月に関西私鉄初の通勤冷房車として京阪2400系電車が登場すると、阪急においても冷房車導入の機運が高まった。
これを受けて登場したのが神宝線用車両の本系列であり、1970年から1971年にかけて25両が製造された。当時は5000系の増備車である5014×6の編成として計画されたが、試作的要素が多いことから新形式の5200系とされた。
5200系の成果を基に5100系が量産され、在来車の冷房化改造も京都線特急車両の2800系より順次着手された。

## 車体
車体は5000系を継承しているが、冷房装置の搭載のため屋根部が設計変更され、屋根高さが従来より70mm高くなった。屋根高さはレール面より3,680mmで、屋根肩のRも4600mmから3600mmと小さくなり、屋根の尖ったスタイルとなった。

## 主要機器

### 冷房装置
冷房装置は8000kcal/h(9.3kW)のRPU2202形冷房装置を、パンタグラフ設置車は4基、他は5基搭載した。分散式と集中式の利点を取り入れた方式で「集約分散式」と名付けられ、阪急の冷房車の標準方式となった。
第1編成(5200F)での運用の結果、冷房装置の搭載基数は4基でも十分とされたことから、第2編成(5201F)以後は全車4基搭載に統一された。第2編成以降のパンタグラフのない車両のクーラーキセは、1つがダミーとなっている。

### 台車
台車は5000系以降阪急標準となった住友金属工業製造のS型ミンデン式空気ばね台車である。冷房装置の搭載で重量が増加したことから、車輪の軸受径を110mmから120mmに太くし、空気ばね容量も増加させた改良型のFS-369A（M車）、FS-069A（T車）を履いたが、5200×8では予備台車削減のために全車FS-369Aを履いた。

### 電装品
モーターは東芝製のSE542(170kW/h)、制御器も同じく東芝製のMM28Cと、5000系と同様である。補助電源装置(MG)はCLG-326M(60kVA)を5200、5740、5250の各形式に2両に1両の割合で搭載し、いずれのMGが故障した場合でも冷房以外の負荷に対して自動的に切り替えて給電できるよう、送受電切替装置が開発された。
駆動装置はWN継手に代わり、撓み板継手を使用した。

### 連結器
連結器は常時編成の先頭に出る5200形と5250形は通常の自動連結器を装備したが、増解結運用に従事する5240形のうち5240 - 5243と、5200形のうち5230 - 5233については、電気連結器付き密着連結器を装備した。連結部の形状は円錐形であり、後年の6000系以降のものとは異なっていた。なお、5244については当初より増解結運用に入らない予定で、自動連結器を装備したうえで登場している。

## 車種構成
編成は最大の固定ユニットが6両となり、5000系にはないM'車（5740形）が登場した。当時計画されていた山陽電気鉄道への直通列車の増解結運用に備え、増結車も含めて製造されている。
以下の形式で構成される。
- 5200形（M'c）
- 5240形（Mc）
- 5700形（M）
- 5740形（M'）
- 5250形（Tc）
- 5750形（T）

5200系
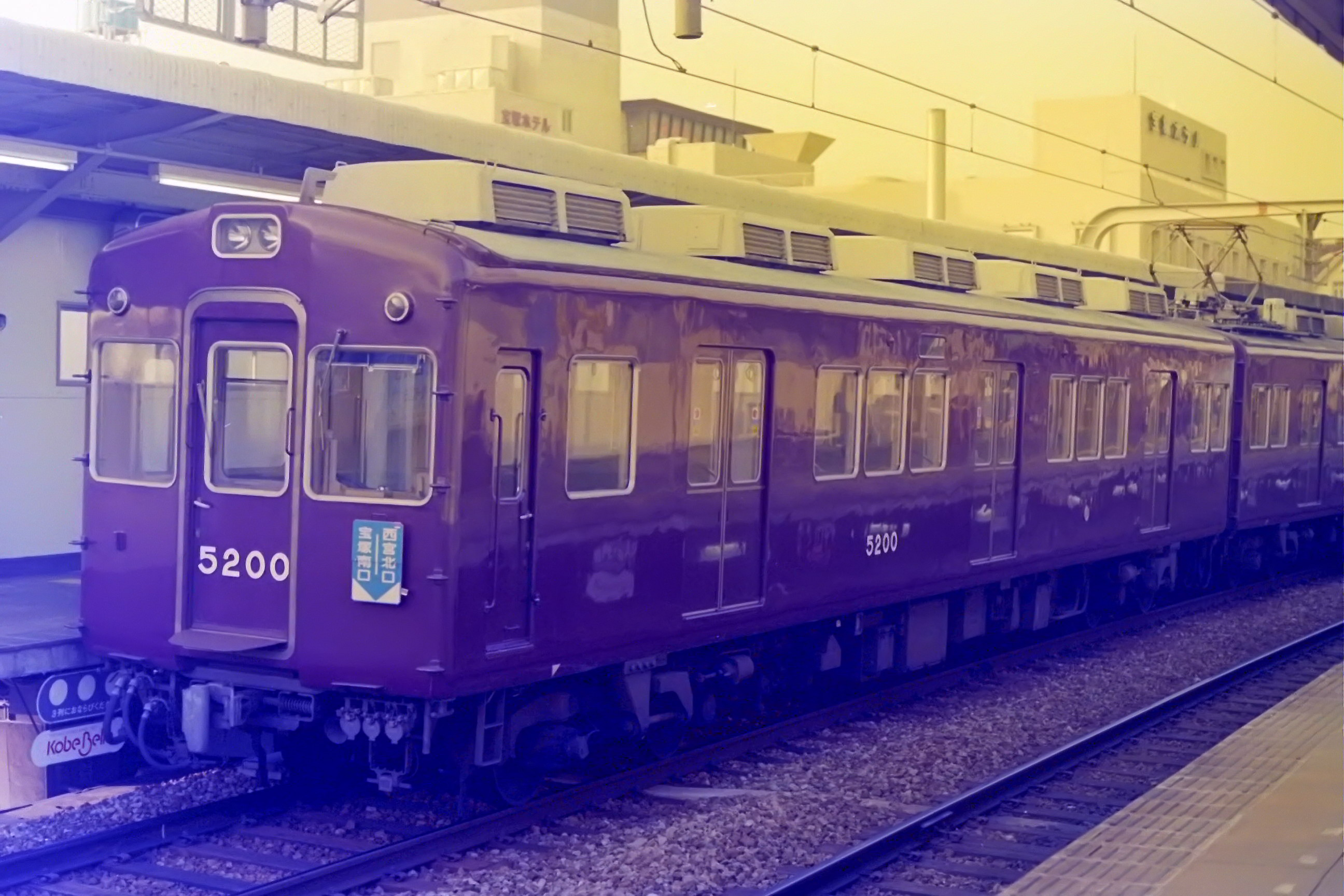
5200形(M'c) 5200
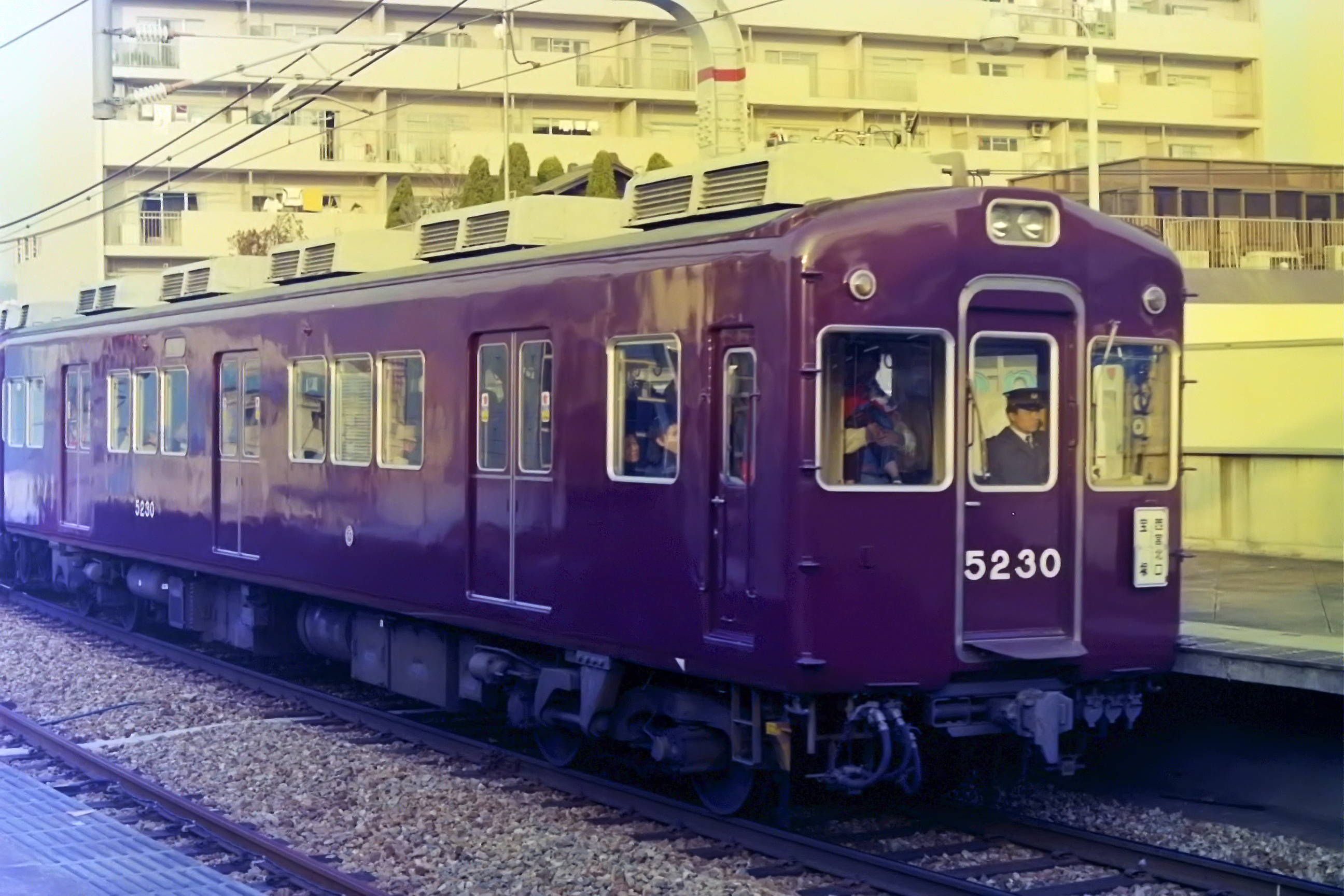
5200形(M'c) 5230
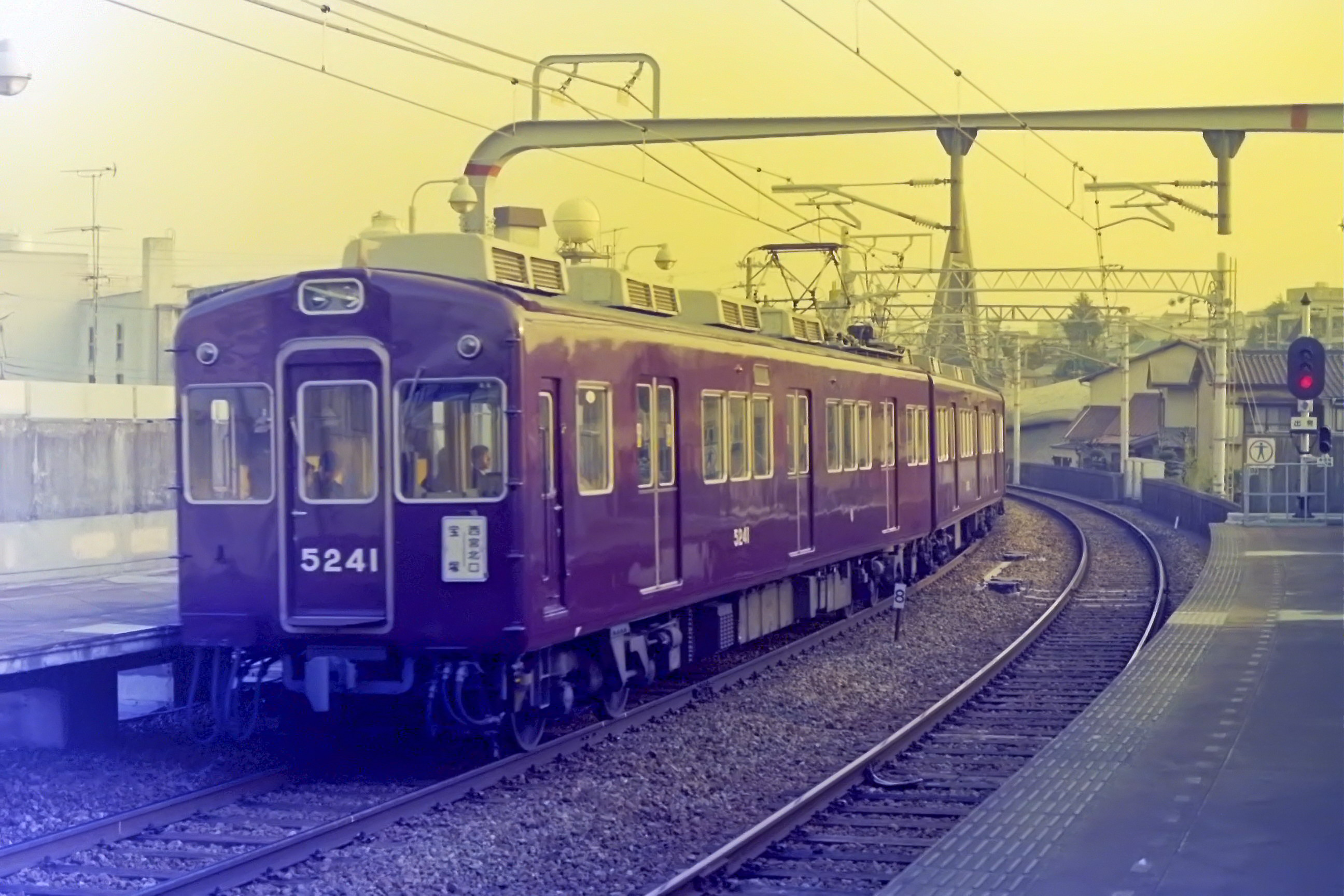
5240形(Mc) 5241
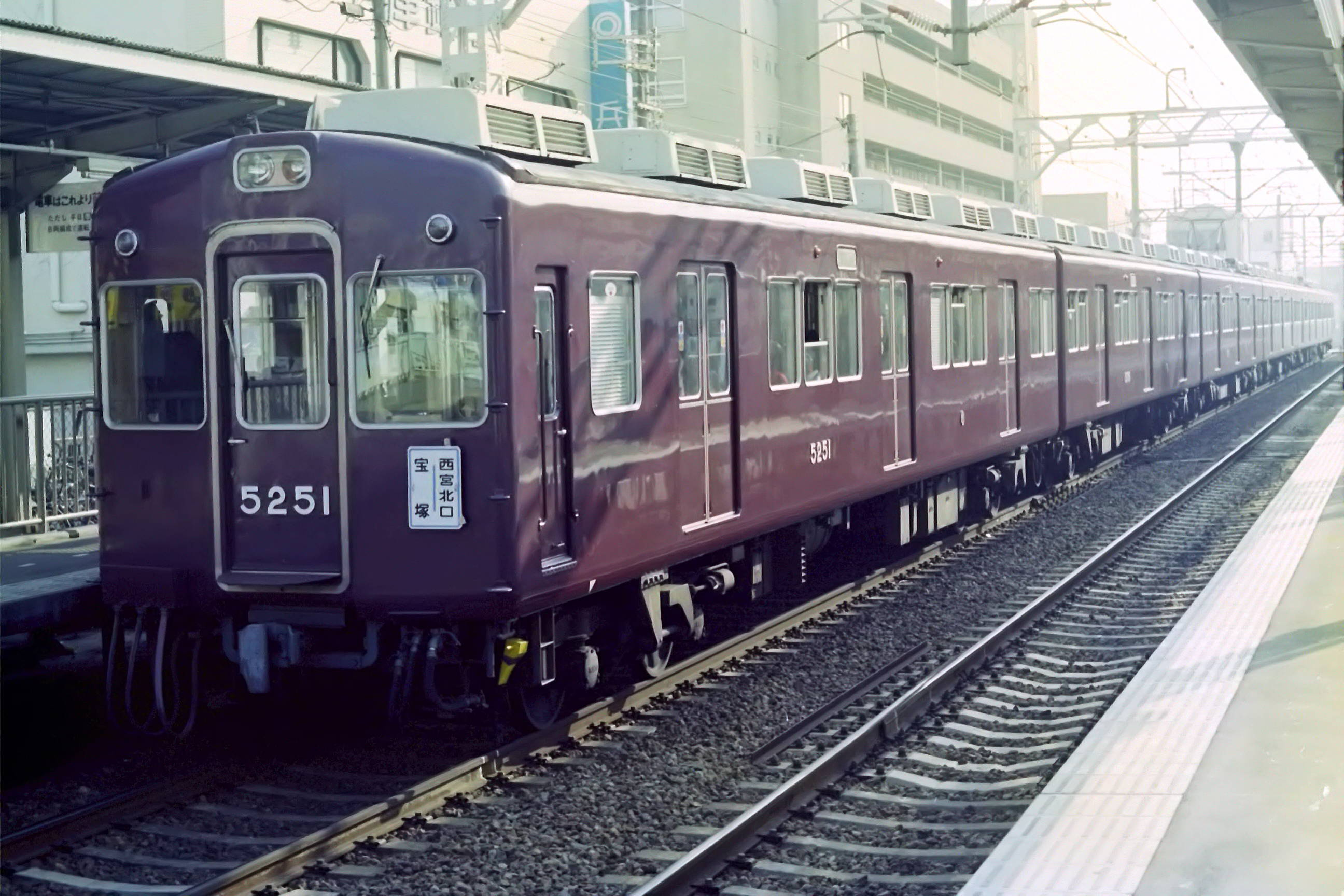
5250形(Tc) 5251
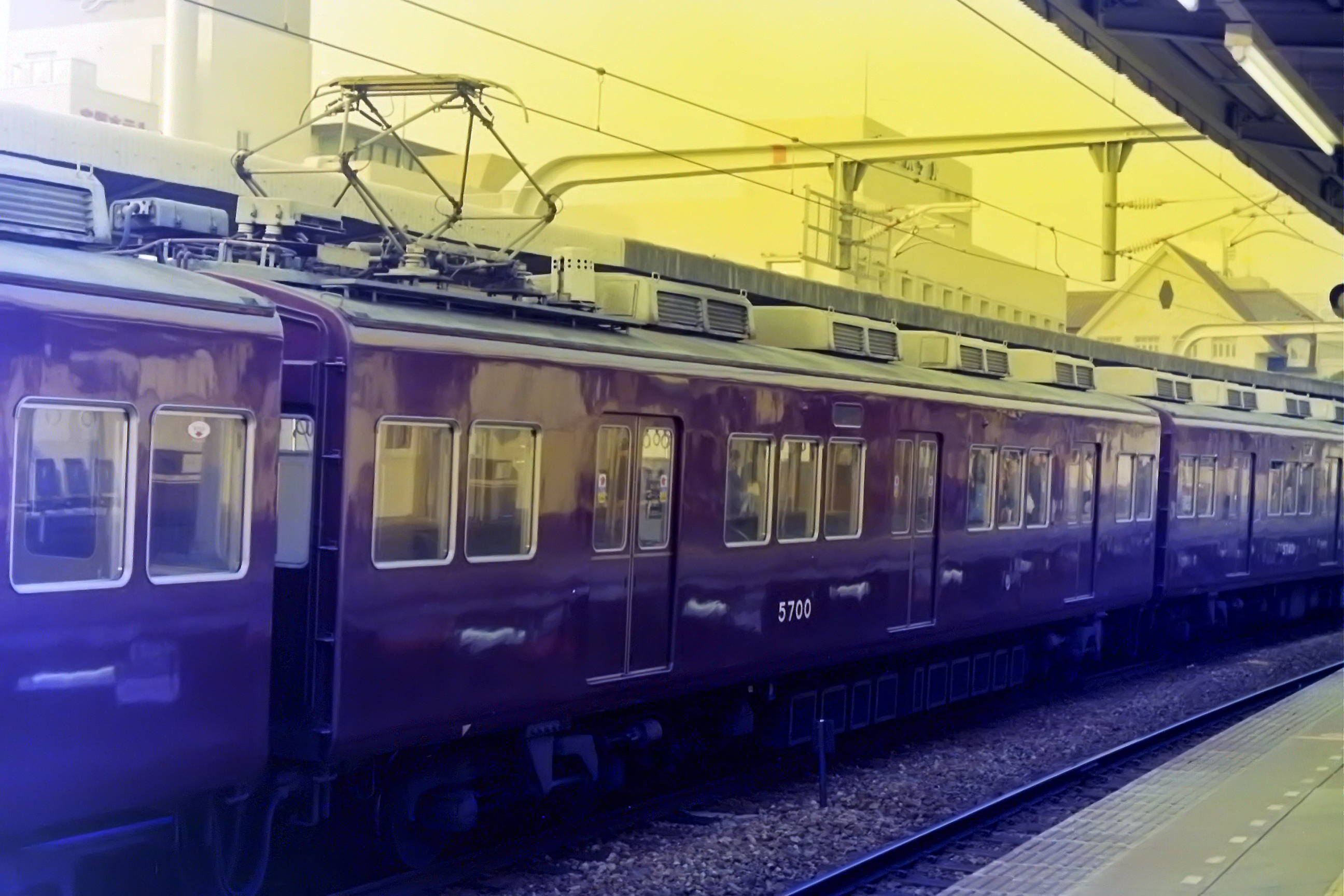
5700形(M) 5700
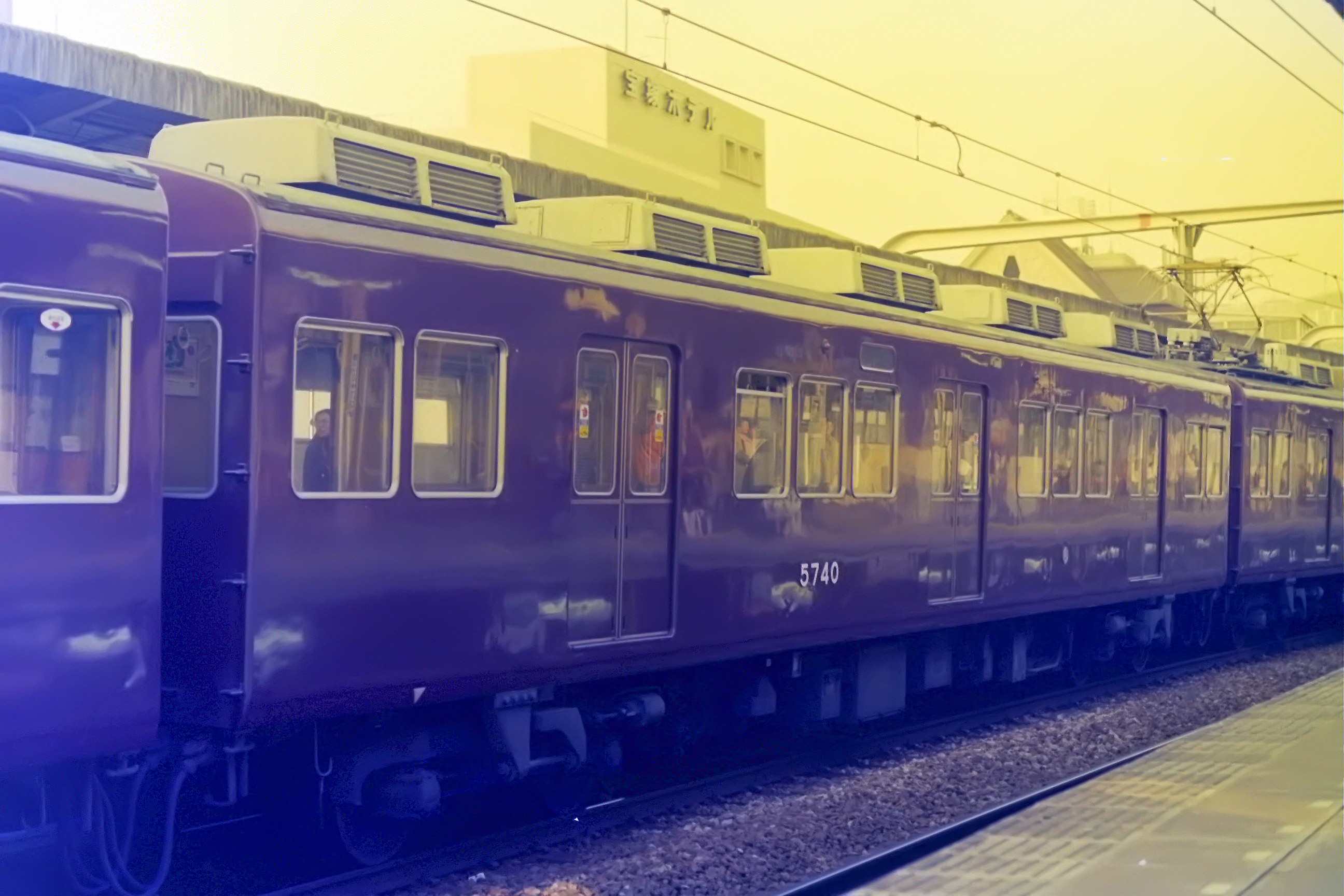
5740形(M') 5740
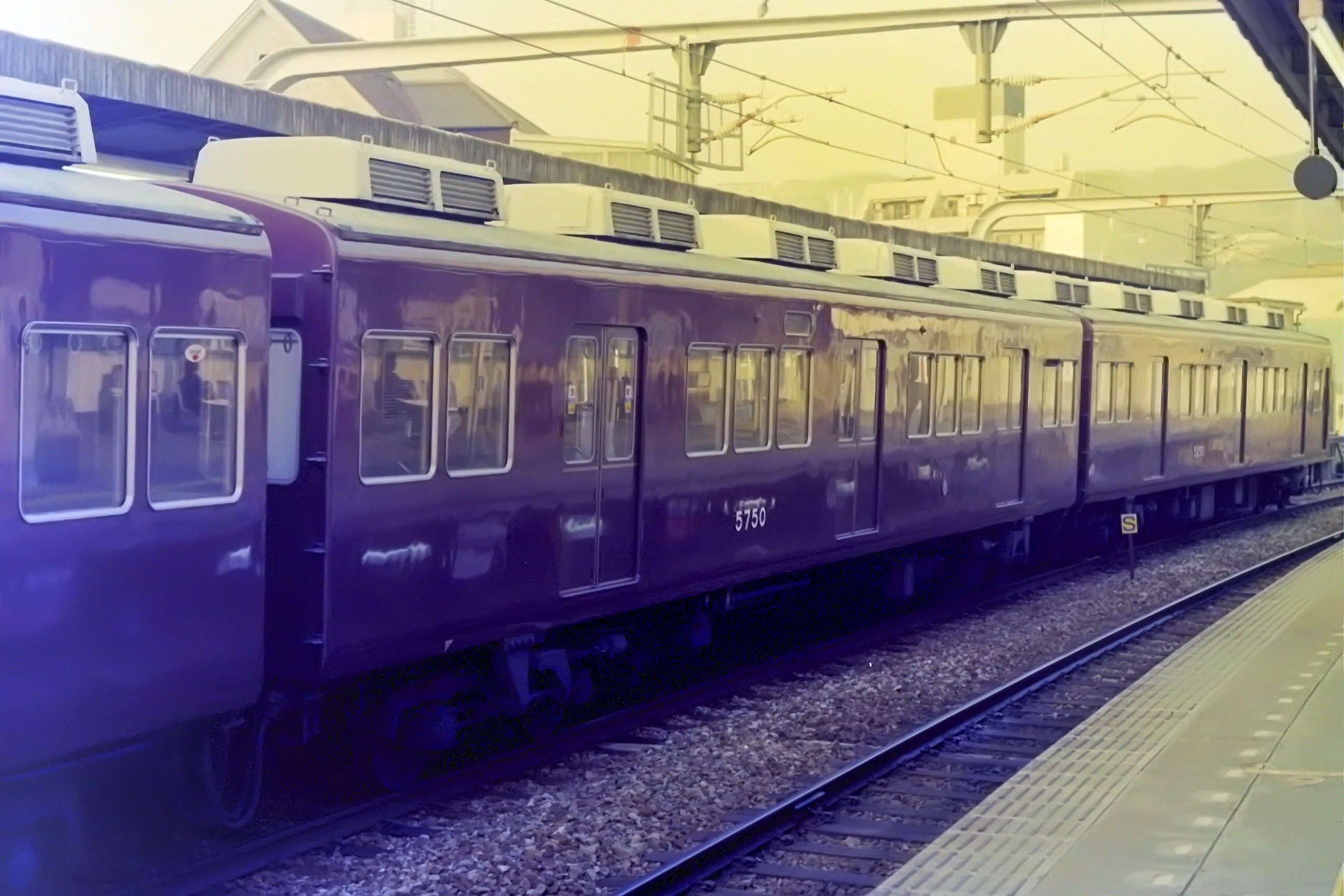
5750形(T) 5750

## 製造
1970年6月に5200-5240+5230-5700-5740-5710-5750-5250の8両編成1本が竣工、12月には5201-5241+5231-5701-5741-5711-5251の7両編成1本と5202-5242+5232-5702-5252の5両編成1本が、翌1971年5月には5203-5243、5233-5244の2両編成×2本と付随車の5751が竣工した。メーカーはいずれもアルナ工機である。
| ← 大阪神戸 → | ← 大阪神戸 → | ← 大阪神戸 → | ← 大阪神戸 → | ← 大阪神戸 → | ← 大阪神戸 → | ← 大阪神戸 → | ← 大阪神戸 → | 竣工       |
| Mc'          | Mc           | Mc'          | M            | M'           | M            | T            | Tc           |            |
| 5200         | 5240         | 5230         | 5700         | 5740         | 5710         | 5750         | 5250         | 1970年6月  |
| 5201         | 5241         | 5231         | 5701         | 5741         | 5711         | ----         | 5251         | 1970年12月 |
| ----         | ----         | ----         | ----         | ----         | ----         | 5751         | ----         | 1971年5月  |
| Mc'          | Mc           | Mc'          | M            | Tc           |              |              |              |            |
| 5202         | 5242         | 5232         | 5702         | 5252         |              |              |              | 1970年12月 |
| Mc'          | Mc           | Mc'          | Mc           |              |              |              |              |            |
| 5203         | 5243         | 5233         | 5244         |              |              |              |              | 1971年5月  |

## 運用

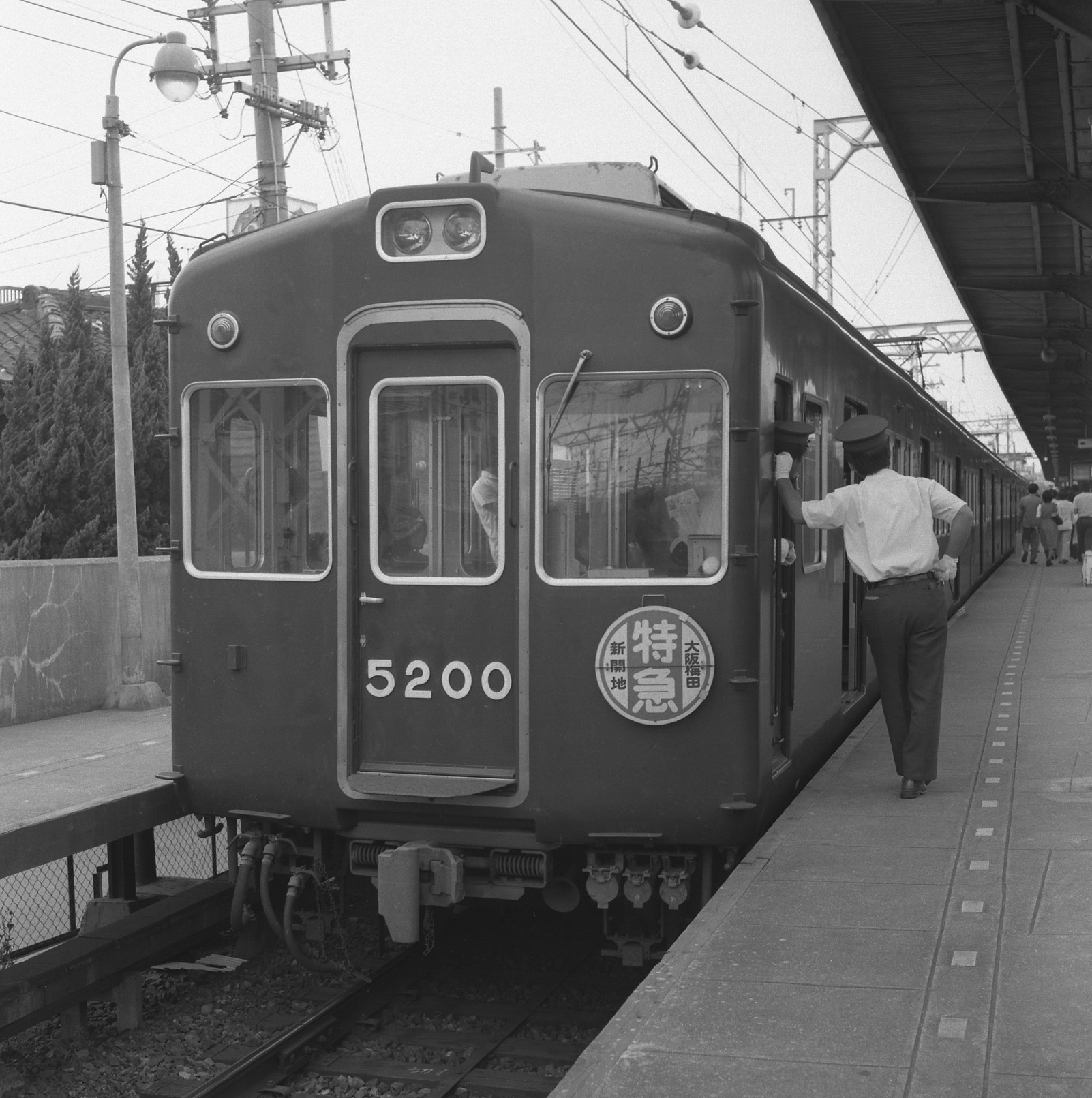
トップナンバー5200 西宮北口駅　1976年10月19日

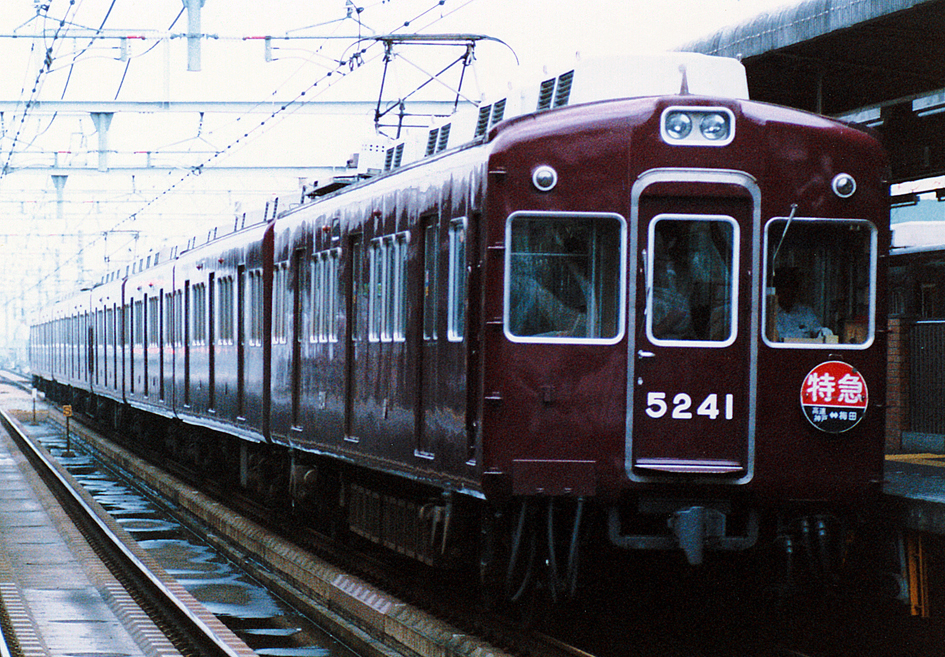
神戸線特急 5241ほか8両
園田駅 1988年

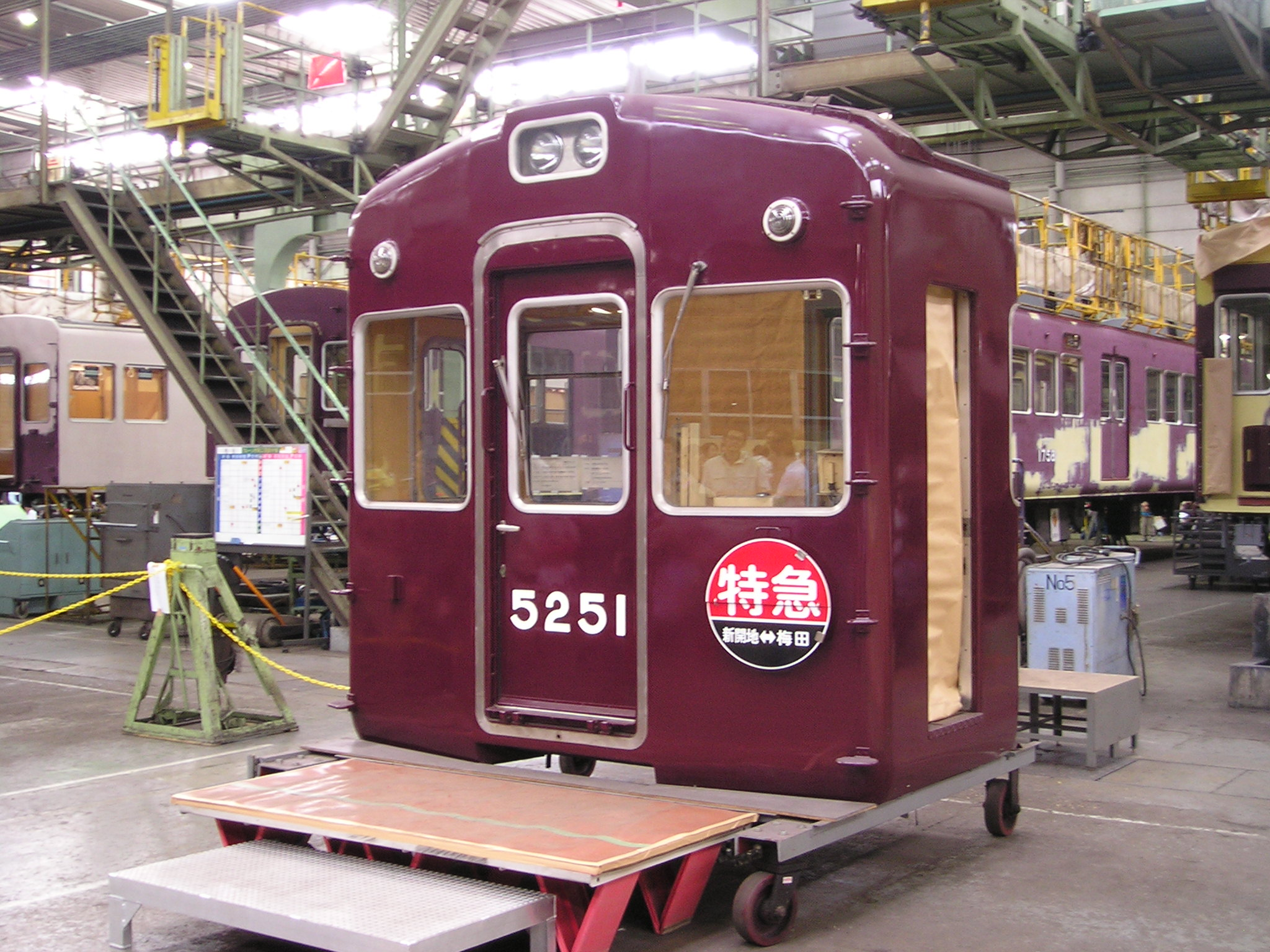
保存された5251の前頭部（2009.10.25正雀工場にて撮影）

製造当初より神戸線に配属されたが、第1編成は登場直後の1970年夏に冷房車お披露目のため、宝塚線での運用実績がある。
連解運用を含めた山陽電鉄直通の須磨浦公園駅行き特急運用は当時の神戸線優等列車の花形運用であり、5200系は朝夕ラッシュ時の連解運用から昼間時の6両編成での運用まで幅広く山陽直通の特急運用に充当された。
1977年12月のダイヤ改正で、連解運用は6000系に置き換えられた。8両編成は神戸線を中心に、6両編成は連解運用を伴わない須磨浦公園乗り入れ運用に充当されたが、6000系の増備と本線での6両編成の運用の減少もあって、同じく6両編成を組む5000系や5100系とともに今津線に入線するようになった。1980年に7000系が登場すると、翌1981年より支線への転用がさらに進んだ。
1990年の時点では2000系・2800系の付随車を編入の上で6両編成となり、今津線で運用されていた。後に5201Fが4両編成化の上で伊丹線に転属している。
本系列は試作冷房車で特殊性が強く、両数も25両と少ないため、種別・行先表示幕の設置も見送られるなど大きな改造もされないまま推移していたが、早期の淘汰対象となり、1991年より廃車が開始された。1991年12月18日付けで5711・5741が、1992年3月19日付で5200Fが、1992年夏には8000系8020Fの増備に伴い、同年8月28日付で5202Fが廃車となった。
1995年（平成7年）の阪神・淡路大震災においては5201Fが伊丹駅で被災したものの修復された。同編成は翌1996年8月、数日間のみ箕面線に転属した。
1997年春には8040形の増備に伴い、同年3月27日付で5203Fが廃車となった。
1997年11月に行われた宝塚線のダイヤ改正に伴い、日中の宝塚駅では宝塚線と今津線が同一平面での乗り換えとなるため、5230Fに対して「西宮北口-宝塚」の簡易表示幕の設置が行われた。
最後まで残ったのは今津北線用の5230Fと伊丹線用の5201Fであったが、1998年の山陽電鉄への定期乗り入れ廃止に伴う編成替えで余剰となり、運用を離脱した。さよなら運転などのイベントは実施されなかった。その後は2編成とも神戸線所属のまま、1年以上にわたって宝塚線の平井車庫に疎開留置されていたが、1999年12月から2000年1月にかけて正雀工場に回送され、2000年1月18日付で廃車となり5200系は形式消滅となった。
廃車となった車両の台車は8000系・8300系の新造時に流用されたほか、2008年には7000系7012Fに換装された。車体としては5251の前頭部カットボディが正雀工場内に保存され、レールウェイフェスティバル時に公開されている。

## 編成表

### 1970年
当初は8両編成で運行されることが多かったが、1970年12月から当初の目的どおり山陽電鉄乗り入れ運用において三宮で大阪側2両を分割併合して朝夕ラッシュ時の阪急線内では8両編成、昼間時の阪急線内及び三宮以西の神戸高速鉄道東西線 - 山陽電鉄本線内では6両編成となる運行を開始した。このため、5000系も含めた編成替えが行われた（5000系はオレンジ色で記載）。5201Fのうち中間M'-Mユニットの5741-5711を5000系の5006Fに組み込んでいるのをはじめ、5201Fや5202Fに5000系を組み込んでいるなど、冷房車と非冷房車を混結している編成が多く見受けられる。
| ← 梅田三宮 → |      |      |      |      |      |      |      |
| M'c          | Mc   | M'c  | M    | M'   | M    | T    | Tc   |
| 5200         | 5240 | 5230 | 5700 | 5740 | 5710 | 5750 | 5250 |
| M'c          | Mc   | M'c  | M    | Tc   | M'c  | M    | Tc   |
| 5201         | 5241 | 5231 | 5701 | 5251 | 5004 | 5504 | 5054 |
| 5202         | 5242 | 5232 | 5702 | 5252 | 5005 | 5505 | 5055 |
| M'c          | M    | M'   | M    | Tc   | M'c  | M    | Tc   |
| 5006         | 5506 | 5741 | 5711 | 5056 | 5007 | 5507 | 5057 |

### 1971年
1971年5月に増備車が竣工した際は、第1編成と同一組成の1編成に加えて、一度宝塚線に転属していた5012×8を分割して5200系との混成編成を2編成組成し、冷房車の入る編成の本数を確保した。1973年より5000系の冷房改造が行われ、冷房車と非冷房車の混結は解消した。
| ← 梅田三宮 → |      |      |      |      |      |      |      |
| M'c          | Mc   | M'c  | M    | M'   | M    | T    | Tc   |
| 5200         | 5240 | 5230 | 5700 | 5740 | 5710 | 5750 | 5250 |
| 5201         | 5241 | 5231 | 5701 | 5741 | 5711 | 5751 | 5251 |
| M'c          | Mc   | M'c  | M    | Tc   | M'c  | M    | Tc   |
| 5202         | 5242 | 5232 | 5702 | 5252 | 5012 | 5512 | 5062 |
| M'c          | Mc   | M'c  | Mc   | M'c  | T    | M    | Tc   |
| 5203         | 5243 | 5233 | 5244 | 5013 | 5563 | 5513 | 5063 |

### 1973年 - 77年
5200Fと5201Fは、1973年から4年弱の長期間、下記のように編成が変更されていた。この期間5200Fは連解運用に入らず、5241・5230は密着連結器のまま先頭に立っていた。
| ← 梅田三宮 → |      |      |      |      |      |      |      |
| M'c          | M    | M'   | M    | T    | Tc   | Mc   | M'c  |
| 5200         | 5700 | 5740 | 5710 | 5750 | 5250 | 5201 | 5241 |
| Mc           | M'c  | M'c  | M    | M'   | M    | T    | Tc   |
| 5230         | 5240 | 5231 | 5701 | 5741 | 5711 | 5751 | 5251 |
| M'c          | Mc   | M'c  | M    | Tc   | M'c  | M    | Tc   |
| 5202         | 5242 | 5232 | 5702 | 5252 | 5012 | 5512 | 5062 |
| M'c          | Mc   | M'c  | Mc   | M'c  | T    | M    | Tc   |
| 5203         | 5243 | 5233 | 5244 | 5013 | 5563 | 5513 | 5063 |

### 1980年
連解運用の終了後、1979年6月には5000系との併結が解除された。5013Fに組み込んでいた5563を5202×5に編入、残った5203×2+5233×2には5233と5244の中間に、宝塚線所属の5132×8を神戸線に転入させて6連化した際に捻出した5671と5682を組み込み、8両編成×2本と6両編成×2本に再編成された（5100系は黄緑色で記載）。
| ← 梅田三宮 → |      |      |      |      |      |      |      |
| M'c          | Mc   | M'c  | M    | M'   | M    | T    | Tc   |
| 5200         | 5240 | 5230 | 5700 | 5740 | 5710 | 5750 | 5250 |
| 5201         | 5241 | 5231 | 5701 | 5741 | 5711 | 5751 | 5251 |
| M'c          | Mc   | M'c  | M    | T    | Tc   |      |      |
| 5202         | 5242 | 5232 | 5702 | 5563 | 5252 |      |      |
| M'c          | Mc   | M'c  | T    | T    | Mc   |      |      |
| 5203         | 5243 | 5233 | 5671 | 5682 | 5244 |      |      |

これより先の1983年、5201×8で5201と5241の中間に5701-5741を組み込む編成替えを実施している。ただしこの2両は、集電装置などを除いて電装解除されており、実質的にはT車扱いとなっていた。

### 1984年
1984年3月のダイヤ改正で休日の須磨浦公園乗り入れが特急から普通に変更となり、本線における6両編成の運用が減少したことと、同年5月に発生した六甲駅での衝突事故で2000系2050Fの8両編成が被災、長期間運用離脱して本線の8両編成が不足したことから、8月に5203×6の5203-5243の中間に京都線から転属した2800系付随車のうち2881・2887の2両を組み込み、8両編成×3本と6両編成×1本に再編成された（2800系は黄色で記載）。この際、当時の2両単位の給電方式からMGが不足したため、2887に新たにMGを搭載している。
| ← 梅田三宮 → |      |      |      |      |      |      |      |
| M'c          | Mc   | M'c  | M    | M'   | M    | T    | Tc   |
| 5200         | 5240 | 5230 | 5700 | 5740 | 5710 | 5750 | 5250 |
| M'c          | M    | M'   | Mc   | M'c  | M    | T    | Tc   |
| 5201         | 5701 | 5741 | 5241 | 5231 | 5711 | 5751 | 5251 |
| M'c          | T    | T    | Mc   | M'c  | T    | T    | Mc   |
| 5203         | 2881 | 2887 | 5243 | 5233 | 5671 | 5682 | 5244 |
| M'c          | Mc   | M'c  | M    | T    | Tc   |      |      |
| 5202         | 5242 | 5232 | 5702 | 5563 | 5252 |      |      |

### 1989年
6M2Tであった8両編成は、他形式の付随車を編入して4M4Tへの組成変更が行われた。1989年までに2000系の短編成化で捻出された2000・2071系のT車、To車を組み込んだり、5202×6に組み込まれていた5563と5010×8に組み込まれていた2886を交換するなど5000系に組み込まれていた2880形を組み込むことで、8両編成×2本と6両編成×3本に再組成された。なおこの時、5701-5741は再電装されている（2000系は赤色で記載）。
| ← 梅田三宮 → |      |      |      |      |      |      |      |
| M'c          | T    | To   | Mc   | M'c  | T    | To   | Mc   |
| 5230         | 2882 | 2091 | 5240 | 5231 | 2057 | 2052 | 5241 |
| M'c          | T    | T    | Mc   | M'c  | T    | T    | Mc   |
| 5203         | 2881 | 2887 | 5243 | 5233 | 5671 | 5682 | 5244 |
| M'c          | M    | M'   | M    | T    | Tc   |      |      |
| 5200         | 5700 | 5740 | 5710 | 5750 | 5250 |      |      |
| 5201         | 5701 | 5741 | 5711 | 5751 | 5251 |      |      |
| M'c          | Mc   | M'c  | M    | T    | Tc   |      |      |
| 5202         | 5242 | 5232 | 5702 | 2886 | 5252 |      |      |

この編成替えで久々に先頭に立つことになった5230と5241は、連結器を自動連結器に換装している。
6両編成になった2本は、元々6両編成だった5202Fとともに今津線を中心に使用され、1987年12月のダイヤ改正以降は平日昼間の須磨浦公園行きも普通運用となり、5200系の須磨浦公園までの直通はほぼなくなった。

### 1991年
1991年までに全編成が6両編成化されて今津線に集結した。5671と5682は元々組み込まれていた5132Fに戻されている。
| ← 西宮北口宝塚 → |      |      |      |      |      |
| M'c              | M    | M'   | M    | T    | Tc   |
| 5200             | 5700 | 5740 | 5710 | 5750 | 5250 |
| 5201             | 5701 | 5741 | 5711 | 5751 | 5251 |
| M'c              | Mc   | M'c  | M    | T    | Tc   |
| 5202             | 5242 | 5232 | 5702 | 2886 | 5252 |
| M'c              | To   | Mc   | M'c  | To   | Mc   |
| 5230             | 2091 | 5240 | 5231 | 2052 | 5241 |
| M'c              | T    | T    | Mc   | M'c  | Mc   |
| 5203             | 2881 | 2887 | 5243 | 5233 | 5244 |